# HELLO JAP
HELLO JAP（ハロージャップ）はsong writer shougoを中心に2012年末結成した島根県を中心に活動している ポストオルタナティヴ・ロック・バンド。当初のメンバーはshougo、kazuo、iwanで形成され、翌年もうひとりのメンバー hadelが加わり活動が本格化する。この年地元のFMラジオで初のオリジナル曲 Top of the World(First single)が披露された。

## メンバー

### shougo (Gu.Vo.)
いくつかのバンドを経てハロージャップでギターボーカルを担当。ほとんどの曲を彼が手掛けていて、CDなどの製作デザインも担当する。

### kazuo (Gu.Vo.)
学生時代のVulgarバンド chupa penis解散後、shougoとバンドを結成し今にいたる。ギター、Strange Voiceを主に担当。

### iwan (Ba.Vo.)
ハロージャップで初めてバンドとして活動する。kazuoの地元の同級生でベースボーカルをつとめる。

### hadel (Dr.)
いくつかのバンドを掛け持ちして活動する中、SNSで誘われハロージャップに参加する。

## ディスコグラフィー

### シングル
1. Top of the World
2. Anything
3. What's Up
4. Wash Me Wash Me
5. Nothing Better Than You